# Sacramento Monarchs
O Sacramento Monarchs foi um time da Women's National Basketball Association (WNBA) cediado em Sacramento (Califórnia). O time foi uma das franquias que fundaram a WNBA e teve várias jogadoras de importantes como Ticha Penicheiro, Ruthie Bolton e Yolanda Griffith. O time fechou em 20 de novembro de 2009.
Os Monarchs foram uma das franquias mais vitoriosas da WNBA, junto com o Houston Comets e o Los Angeles Sparks. Mas o único título veio em 2005, sendo este o único titulo de um esporte profissional para a cidade de Sacramento.